# ماکلیاوالا
ماکلیاوالا (به لاتین: Makeliyawala) یک منطقهٔ مسکونی در سری‌لانکا است که در استان مرکزی (سری‌لانکا) واقع شده‌است.